# CD-73°375
CD-73°375 är en dubbelstjärna i den södra delen av stjärnbilden Flygfisken bildad av komponenterna HD 62153 och HD 62154. Den har en kombinerad skenbar magnitud av ca 6,34 och kräver åtminstone en handkikare för att kunna observeras. Baserat på parallax enligt Gaia Data Release 2 på ca 3,9 mas, beräknas den befinna sig på ett avstånd på ca 820 ljusår (ca 252 parsek) från solen. Den rör sig bort från solen med en heliocentrisk radialhastighet på ca 13 km/s.

## Egenskaper
Primärstjärnan HD 62153 är en blå till vit underjättestjärna av spektralklass B9 IV. Den har en massa som är ca 3,5 solmassor, en radie som är ca 3,6 solradier och har ca 582 gånger solens utstrålning av energi från dess fotosfär vid en effektiv temperatur av ca 13 000 K.
Följeslagaren HD 62154 är en blå till vit underjättestjärna av spektralklass B9 IV. Den har en massa som är ca 3,4 solmassor och en effektiv temperatur av ca 12 600 K. Stjärnorna är separerade med 1,9 bågsekunder och har en antagen omloppsperiod av ca 3 760 år.